# Serie A 1955 (hockey su pista)
La Serie A 1955 è stata la 32ª edizione (la 6ª a girone unico), del torneo di primo livello del campionato italiano di hockey su pista. La competizione ha avuto inizio il 28 maggio e si è conclusa l'11 settembre 1955.
Lo scudetto è stato conquistato dalla Triestina per la quindicesima volta nella sua storia, la seconda consecutiva.

## Stagione

### Novità
Al torneo parteciparono: Amatori Modena, DLF Trieste, Edera Trieste, Pirelli, Monza, Novara e Triestina e al posto della retrocessa Forza e Costanza vi fu la squadra neopromossa dalla Serie B e cioè il Marzotto Valdagno. Il torneo fu l'ultimo disputato da otto squadre: la federazione infatti decise l'ampliamento della serie A portando a 10 le squadre partecipanti dalla stagione del 1956.

### Formula
La formula del campionato fu la stessa della stagione precedente; la manifestazione fu organizzata con un girone all'italiana, con gare di andata e ritorno per un totale di 14 giornate: erano assegnati 2 punti per l'incontro vinto e un punto a testa per l'incontro pareggiato, mentre non ne era attribuito alcuno per la sconfitta. Al termine del campionato la prima squadra classificata venne proclamata campione d'Italia mentre l'ottava classificata retrocedette in Serie B.

### Avvenimenti
Il campionato iniziò il 28 maggio 1955 e fu dominato come nella passata stagione dalla Triestina. Gli alabardati presero la testa della classifica già alla terza giornata chiudendo il torneo con un punto di vantaggio sulla sorprendente Amatori Modena seconda in classifica e con due punti sul Monza; il Novara giunse settimo con soli nove punti e rischiando la retrocessione. La Triestina si laureò per la quindicesima volta nella sua storia campione d'Italia. L'Edera retrocedette in Serie B ma fu poi ripescata per l'allargamento del torneo a dieci squadre; Claudio Brezigar della Triestina segnando 39 reti fu capocannoniere del torneo.

## Squadre partecipanti
| Club              | Stagione | Città         | Impianto                         | Stagione precedente              |
| ----------------- | -------- | ------------- | -------------------------------- | -------------------------------- |
| Amatori Modena    | dettagli | Modena        | Pista da ballo del Rifugio Verde | 5º in Serie A                    |
| DLF Trieste       | dettagli | Trieste       | Pista di Viale Miramare          | 7º in Serie A                    |
| Edera Trieste     | dettagli | Trieste       | Pista di Viale Miramare          | 6º in Serie A                    |
| Marzotto Valdagno | dettagli | Valdagno (VI) | Pista Cavalchina                 | 1º in Serie B, promosso          |
| Monza             | dettagli | Monza (MI)    | Pista di via Boccaccio           | 2º in Serie A                    |
| Novara            | dettagli | Novara        | Pista in viale Buonarroti        | 4º in Serie A                    |
| Pirelli           | n.d.     | Milano        | ?                                | 3º in Serie A                    |
| Triestina         | dettagli | Trieste       | Pista di Viale Miramare          | 1º in Serie A, campione d'Italia |

### Allenatori e primatisti
| Squadra           | Allenatore     | Cannoniere                 |
| ----------------- | -------------- | -------------------------- |
| Amatori Modena    |                |                            |
| DLF Trieste       |                |                            |
| Edera Trieste     |                |                            |
| Marzotto Valdagno |                |                            |
| Monza             | Orazio Zorloni |                            |
| Novara            | Angelo Grassi  |                            |
| Pirelli           |                |                            |
| Triestina         | Mario Cergol   | Claudio Brezigar (39 reti) |

## Classifica finale
|  | Pos. | Squadra           | Pt | G  | V  | N | P  | GF | GS  | DR  |
|  | ---- | ----------------- | -- | -- | -- | - | -- | -- | --- | --- |
|  | 1.   | Triestina         | 22 | 14 | 10 | 2 | 2  | 79 | 48  | +31 |
|  | 2.   | Amatori Modena    | 21 | 14 | 10 | 1 | 3  | 82 | 47  | +35 |
|  | 3.   | Monza             | 20 | 14 | 9  | 2 | 3  | 78 | 36  | +42 |
|  | 4.   | Pirelli           | 16 | 14 | 8  | 0 | 6  | 58 | 57  | +1  |
|  | 5.   | Marzotto Valdagno | 10 | 14 | 3  | 4 | 7  | 44 | 50  | -6  |
|  | 6.   | DLF Trieste       | 10 | 14 | 4  | 2 | 8  | 55 | 78  | -21 |
|  | 7.   | Novara (-1)       | 9  | 14 | 5  | 0 | 10 | 64 | 76  | -12 |
|  | 8.   | Edera Trieste     | 3  | 14 | 1  | 1 | 12 | 52 | 127 | -75 |

Legenda:
      Campione d'Italia.
      Retrocessa in Serie B.
Note:
Due punti a vittoria, uno a pareggio, zero a sconfitta.
Il Novara fu penalizzato di 1 punto per rinuncia.

## Risultati

### Calendario
| Andata (1ª) | Andata (1ª) | Prima giornata              | Ritorno (8ª) | Ritorno (8ª) |
|             |             |                             |              |              |
| 28 mag.     | 13-2        | Amatori Modena-Edera        | 5-3          | 23 lug.      |
| 28 mag.     | 3-4         | Monza-Pirelli               | 5-0          | 23 lug.      |
| 28 mag.     | 2-1         | Novara-DLF Trieste          | 5-6          | 23 lug.      |
| 28 mag.     | 2-1         | Triestina-Marzotto Valdagno | 5-2          | 23 lug.      |

| Andata (2ª) | Andata (2ª) | Seconda giornata        | Ritorno (9ª) | Ritorno (9ª) |
|             |             |                         |              |              |
| 4 giu.      | 10-5        | Amatori Modena-Novara   | 7-4          | 30 lug.      |
| 4 giu.      | 11-3        | DLF Trieste-Edera       | 10-5         | 30 lug.      |
| 4 giu.      | 1-3         | Marzotto Valdagno-Monza | 1-6          | 30 lug.      |
| 4 giu.      | 4-5         | Pirelli-Triestina       | 3-7          | 30 lug.      |

| Andata (3ª) | Andata (3ª) | Terza giornata                   | Ritorno (10ª) | Ritorno (10ª) |
|             |             |                                  |               |               |
| 11 giu.     | 3-3         | Marzotto Valdagno-Amatori Modena | 3-5           | 6 ago.        |
| 11 giu.     | 7-3         | Monza-Edera                      | 18-3          | 6 ago.        |
| 11 giu.     | 3-5         | Pirelli-Novara                   | 8-5           | 6 ago.        |
| 11 giu.     | 3-2         | Triestina-DLF Trieste            | 7-2           | 6 ago.        |

| Andata (4ª) | Andata (4ª) | Quarta giornata         | Ritorno (11ª) | Ritorno (11ª) |
|             |             |                         |               |               |
| 18 giu.     | 6-2         | Amatori Modena-Pirelli  | 4-5           | 20 ago.       |
| 18 giu.     | 3-3         | Edera-Marzotto Valdagno | 1-7           | 20 ago.       |
| 18 giu.     | 4-2         | DLF Trieste-Monza       | 1-12          | 20 ago.       |
| 18 giu.     | 5-4         | Novara-Triestina        | 0-5           | 20 ago.       |

| Andata (5ª) | Andata (5ª) | Quinta giornata               | Ritorno (12ª) | Ritorno (12ª) |
|             |             |                               |               |               |
| 25 giu.     | 4-4         | Marzotto Valdagno-DLF Trieste | 3-3           | 27 ago.       |
| 25 giu.     | 5-3         | Monza-Novara                  | 5-4           | 27 ago.       |
| 25 giu.     | 9-3         | Pirelli-Edera                 | 4-3           | 27 ago.       |
| 25 giu.     | 5-3         | Triestina-Amatori Modena      | 5-7           | 27 ago.       |

| Andata (6ª) | Andata (6ª) | Sesta giornata           | Ritorno (13ª) | Ritorno (13ª) |
|             |             |                          |               |               |
| 2 lug.      | 3-2         | Amatori Modena-Monza     | 2-3           | 4 set.        |
| 2 lug.      | 3-4         | DLF Trieste-Pirelli      | 3-7           | 4 set.        |
| 2 lug.      | 4-7         | Novara-Marzotto Valdagno | 6-4           | 4 set.        |
| 2 lug.      | 13-4        | Triestina-Edera          | 11-8          | 4 set.        |

| \| Andata (7ª) \| Andata (7ª) \| Settima giornata \| Ritorno (14ª) \| Ritorno (14ª) \| \| \| \| \| \| \| \| 9 lug. \| 3-5 \| DLF Trieste-Amatori Modena \| 2-9 \| 11 set. \| \| 9 lug. \| 5-7 \| Novara-Edera \| 11-4 \| 11 set. \| \| 9 lug. \| 4-2 \| Pirelli-Marzotto Valdagno \| 1-3 \| 11 set. \| \| 9 lug. \| 3-3 \| Triestina-Monza \| 4-4 \| 11 set. \| |             |                            |               |               |
| Andata (7ª) | Andata (7ª) | Settima giornata           | Ritorno (14ª) | Ritorno (14ª) |
| |             |                            |               |               |
| 9 lug. | 3-5         | DLF Trieste-Amatori Modena | 2-9           | 11 set.       |
| 9 lug. | 5-7         | Novara-Edera               | 11-4          | 11 set.       |
| 9 lug. | 4-2         | Pirelli-Marzotto Valdagno  | 1-3           | 11 set.       |
| 9 lug. | 3-3         | Triestina-Monza            | 4-4           | 11 set.       |

## Verdetti
| Verdetto               | Club                   |
| ---------------------- | ---------------------- |
| Campione d'Italia 1955 | Triestina (15º titolo) |
| Retrocessa in Serie B  | Edera Trieste          |

### Squadra campione
| N° | Naz.              | Ruolo | Sportivo         |  |  |  |
| -- | ----------------- | ----- | ---------------- |  |  |  |
| ?  | Italia (bandiera) | E     | Emilio Bertuzzi  |  |  |  |
| ?  | Italia (bandiera) | E     | Ermanno Bertuzzi |  |  |  |
| ?  | Italia (bandiera) | E     | Claudio Brezigar |  |  |  |
| ?  | Italia (bandiera) | P     | Romano Cataletto |  |  |  |
| ?  | Italia (bandiera) | E     | Marcello Forti   |  |  |  |
| ?  | Italia (bandiera) | E     | Loggia           |  |  |  |
| ?  | Italia (bandiera) | E     | Claudio Torrenti |  |  |  |

- Allenatore:  Mario Cergol

## Statistiche del torneo

### Capoliste solitarie
|    | —— | ——   | ——   | ——   | ——   | —— | —— | —— | ——  | ——   | ——  | ——   | ——   | —— |  |
|    |    | Tri. | Mod. | Tri. | Tri. |    |    |    |     | Tri. |     | Tri. | Tri. |    |  |
|    |    |      |      |      |      |    |    |    |     |      |     |      |      |    |  |
|    |    |      |      |      |      |    |    |    |     |      |     |      |      |    |  |
| 1ª | 2ª | 3ª   | 4ª   | 5ª   | 6ª   | 7ª | 8ª | 9ª | 10ª | 11ª  | 12ª | 13ª  | 14ª  |    |  |

### Classifica in divenire
|                   | 1ª | 2ª | 3ª | 4ª | 5ª | 6ª | 7ª | 8ª | 9ª | 10ª | 11ª | 12ª | 13ª | 14ª |
| ----------------- | -- | -- | -- | -- | -- | -- | -- | -- | -- | --- | --- | --- | --- | --- |
| Amatori Modena    | 2  | 4  | 5  | 7  | 7  | 9  | 11 | 13 | 15 | 17  | 17  | 19  | 19  | 21  |
| DLF Trieste       | 0  | 2  | 2  | 4  | 5  | 5  | 5  | 7  | 9  | 9   | 9   | 10  | 10  | 10  |
| Edera Trieste     | 0  | 0  | 0  | 1  | 1  | 1  | 3  | 3  | 3  | 3   | 3   | 3   | 3   | 3   |
| Marzotto Valdagno | 0  | 0  | 1  | 2  | 3  | 5  | 5  | 5  | 5  | 5   | 7   | 8   | 8   | 10  |
| Monza             | 0  | 2  | 4  | 4  | 6  | 6  | 7  | 9  | 11 | 13  | 15  | 17  | 19  | 20  |
| Novara            | 2  | 2  | 4  | 6  | 6  | 6  | 6  | 6  | 6  | 6   | 5   | 5   | 7   | 9   |
| Pirelli           | 2  | 2  | 2  | 2  | 4  | 6  | 8  | 8  | 8  | 10  | 12  | 14  | 16  | 16  |
| Triestina         | 2  | 4  | 6  | 6  | 8  | 10 | 11 | 13 | 15 | 17  | 19  | 19  | 21  | 22  |

### Record squadre
- Maggior numero di vittorie: Amatori Modena e Triestina (10)
- Minor numero di vittorie: Edera Trieste (1)
- Maggior numero di pareggi: Marzotto Valdagno (4)
- Minor numero di pareggi: Novara e Pirelli (0)
- Maggior numero di sconfitte: Edera Trieste (12)
- Minor numero di sconfitte: Triestina (2)
- Miglior attacco: Amatori Modena (82 reti realizzate)
- Peggior attacco: Marzotto Valdagno (44 reti realizzate)
- Miglior difesa: Monza (36 reti subite)
- Peggior difesa: Edera Trieste (127 reti subite)
- Miglior differenza reti: Monza (+42)
- Peggior differenza reti: Edera Trieste (-75)

### Classifica cannonieri
| Gol |  |  | Giocatore        | Squadra   |
| --- |  |  | ---------------- | --------- |
| 39  |  |  | Claudio Brezigar | Triestina |